# Propietats intensives i extensives

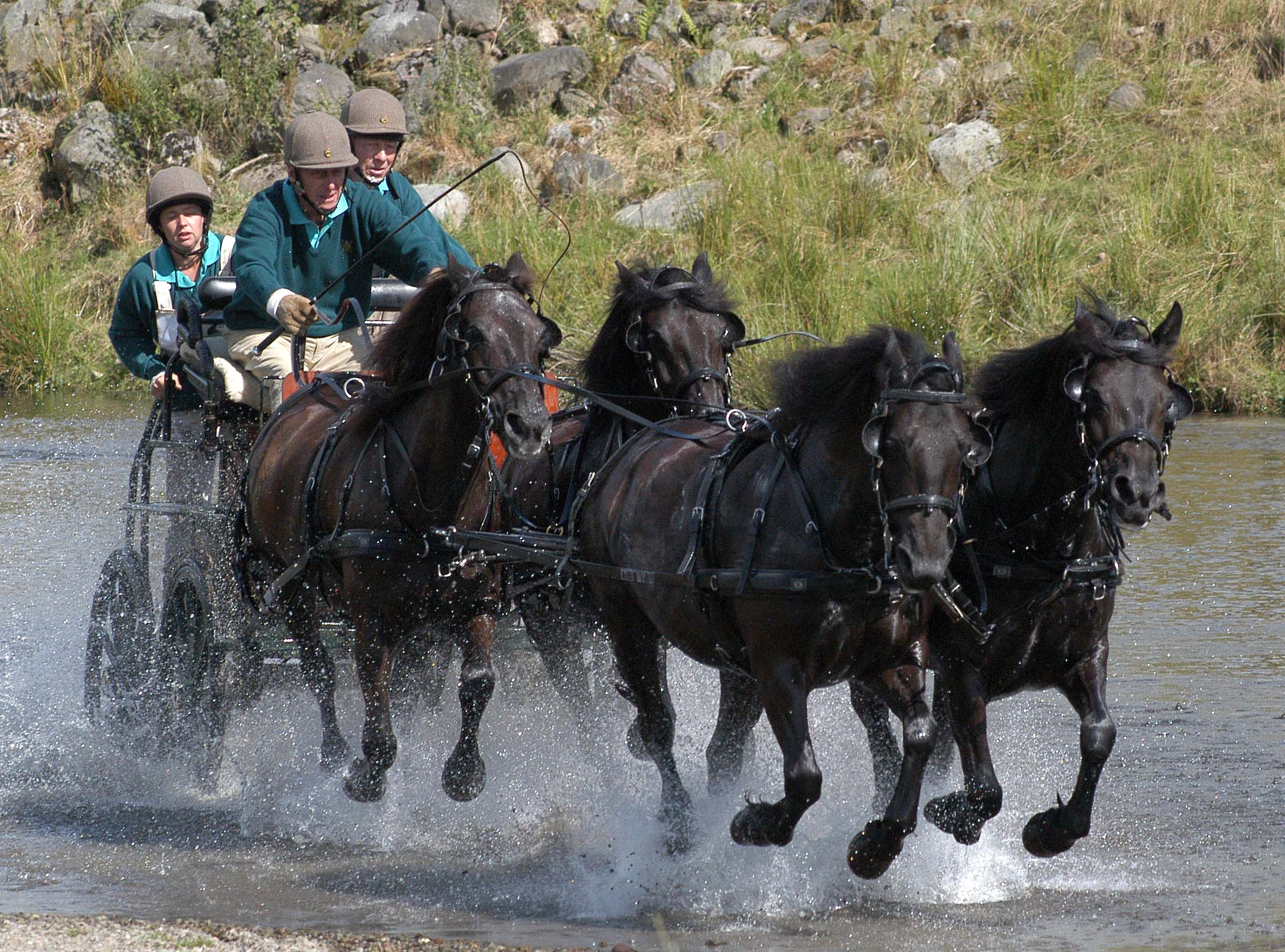
La potència (magnitud extensa) és la de quatre cavalls.
La celeritat (magnitud intensa) segueix sent la d'un cavall.

En ciències físiques, una propietat intensiva (o variable intensiva) és una magnitud física d'un sistema que no depèn de la mida del sistema o de la quantitat de matèria del sistema (és invariant d'escala). D'altra banda, una propietat extensiva (o variable extensiva) és aquella que sí que depèn de la mida o quantitat de matèria del sistema.
Per exemple, la densitat és una propietat intensiva de la substància perquè no depèn de la quantitat que es tingui de dita substància; d'altra banda, la massa i el volum –que són mesures de la quantitat de substància– són propietats extensives. Moltes magnituds extensives poden convertir-se en intensives dividint-les per la quantitat de substància, la massa o el volum de la mostra, obtenint així valors per unitat de substància, de massa, o de volum respectivament.

## Propietats intensives
Alguns exemples de propietats intensives són la temperatura, la pressió, la velocitat, el volum específic (volum ocupat per unitat de massa), el punt d'ebullició, el punt de fusió, la densitat, la viscositat, la duresa, la concentració, la solubilitat, etc.
Si es té un litre d'aigua, el seu punt d'ebullició és de 100 °C (a 1 atm). Si s'hi afegeix un altre litre d'aigua, el nou sistema, format per dos litres d'aigua, té el mateix punt d'ebullició que el sistema original. Això il·lustra la no additivitat de les propietats intensives.

## Propietats extensives
Les propietats extensives depenen de la quantitat de substància del sistema, i són recíprocament equivalents a les intensives. Una propietat extensiva depèn per tant de la "mida" del sistema. Una propietat extensiva té la propietat de ser additiva en el sentit que si es divideix el sistema en dues o més parts, el valor de la magnitud extensiva per al sistema complet és la suma dels valors de l'esmentada magnitud per a cada una de les parts.
Alguns exemples de propietats extensives són la massa, el volum, el pes, la quantitat de substància, l'energia, l'entropia, l'entalpia, etc.
En general, el quocient entre dues magnituds extensives dona una magnitud intensiva; per exemple, la divisió entre massa i volum dona la densitat.

### Combinació de propietats extensives
Si es considera un conjunt de magnituds intensives {\displaystyle (a_{1},\dots ,a_{m})} i un conjunt de magnituds extensives {\displaystyle (A_{1},\dots ,A_{n})}, i sigui una funció {\displaystyle F(a_{i};A_{j})} representa una altra magnitud extensiva si per a qualsevol {\displaystyle \alpha \in \mathbb {R} }:
{\displaystyle F(a_{1},\dots ,a_{m};\alpha A_{1},\dots ,\alpha A_{n})=\alpha F(a_{1},\dots ,a_{m};A_{1},\dots ,A_{n}).\,}
Per tant, les magnituds extensives són funcions homogènies (de grau 1) respecte {\displaystyle A_{j}}. Del teorema d'Euler sobre funcions homogènies s'obté que:
{\displaystyle F(a_{1},\dots ,a_{m};A_{1},\dots ,A_{n})=\sum _{k=1}^{n}A_{k}\left({\frac {\partial F}{\partial A_{k}}}\right),}
On les derivades parcials es consideren respecte a totes les magnituds excepte les {\displaystyle A_{j}}. El contrarecíproc també és cert: si una funció no obeeix la relació anterior, llavors no és una magnitud extensiva.